# Club de Deportes Cobresal
Maillots
Actualités
Dernière mise à jour : 1er mai 2015.
Le Club de Deportes Cobresal est un club de football chilien basé à El Salvador. Il est devenu champion du Chili pour la première fois de son histoire au terme du tournoi de clôture de la saison 2014-2015.

## Histoire
Le CD Cobresal est le club de football d'El Salvador, petite ville-champignon de 8 000 habitants construite autour d’une mine de cuivre, dans la zone désertique d'Atacama au nord du Chili. C'est le général Augusto Pinochet qui, dans les années 1970, décida la création d'équipes de football dans les principales villes minières du Chili, afin de détourner les mineurs des luttes sociales au profit de la passion pour le football. Ainsi la compagnie nationale Codelco reçoit l'obligation de financer la construction du stade "El Cobre" à El Salvador pour y héberger le club de football de Cobresal créé pour l'occasion en 1979.
Le club modeste des mineros (mineurs) navigue plusieurs fois entre la première et la deuxième division, mais gagne la Coupe du Chili en 1987. L'équipe possède en effet à cette époque un attaquant de grande classe : Iván Zamorano, futur avant-centre du Real Madrid et de l’Inter Milan, et capitaine de la sélection chilienne, avec laquelle il marquera 40 buts.

## Palmarès
- Championnat du Chili
  - Champion : 2015 (Tournoi de clôture)
  - Vice-champion : 1988

- Coupe du Chili
  - Vainqueur : 1987

- Championnat du Chili de deuxième division
  - Champion : 1983, 1998
  - Vice-champion : 1993, 2001

## Anciens joueurs
- Diego Ruíz
- Charles Aránguiz
- Vladimir Bigorra
- Nicolás Canales
- César Díaz
- Ronald Fuentes
- Manuel Ibarra
- Rodrigo Núñez
- Alejandro Osorio
- Nicolás Peric
- Rubén Martínez
- Sergio Salgado
- Iván Zamorano
- Josimar Mosquera
- Ever Cantero